# Oral Fixation Volumes 1 & 2
Oral Fixation Volumes 1 & 2 es un disco triple de la cantautora colombiana Shakira, puesto a la venta a finales de 2006. Este álbum recopila las canciones de sus anteriores álbumes, Fijación oral vol. 1 y Oral Fixation Vol. 2 (2005) y además incluye un DVD con 5 videos musicales y 3 presentaciones para MTV 5 Star Live Performance. Esta edición lleva vendidas más de medio millón de copias a nivel mundial.

## Lista de canciones y vídeos
| Disco uno: Fijación oral, vol. 1 |                                                    |                         |                              |                                     |          |  |
| N.º                              | Título                                             | Letras                  | Música                       | Productor(es)                       | Duración |  |
| 1.                               | «En tus pupilas»                                   | Shakira Mebarak         | Shakira, Luis Fernando Ochoa | Shakira, Ochoa                      | 4:24     |  |
| 2.                               | «La pared»                                         | Shakira                 | Shakira, Lester Méndez       | Shakira, Méndez                     | 3:20     |  |
| 3.                               | «La tortura» (con Alejandro Sanz)                  | Shakira                 | Shakira, Ochoa               | Shakira, Méndez José «Gocho» Torres | 3:35     |  |
| 4.                               | «Obtener un sí»                                    | Shakira                 | Shakira, Méndez              | Shakira, Méndez                     | 3:21     |  |
| 5.                               | «Día especial» (con Gustavo Cerati)                | Gustavo Cerati, Shakira | Cerati, Shakira, Ochoa       | Shakira, Cerati                     | 4:25     |  |
| 6.                               | «Escondite inglés»                                 | Shakira                 | Shakira                      | Shakira, Méndez                     | 3:10     |  |
| 7.                               | «No» (con Gustavo Cerati)                          | Shakira                 | Shakira, Cerati              | Shakira, Méndez, Cerati             | 4:47     |  |
| 8.                               | «Las de la intuición»                              | Shakira                 | Shakira, Ochoa               | Shakira, Méndez, Ochoa              | 3:42     |  |
| 9.                               | «Día de enero»                                     | Shakira                 | Shakira                      | Shakira, Méndez                     | 2:55     |  |
| 10.                              | «Lo imprescindible»                                | Shakira                 | Shakira, Méndez              | Shakira, Méndez                     | 3:58     |  |
| 11.                              | «La pared» (Versión acústica)                      | Shakira                 | Shakira, Méndez              | Shakira, Méndez                     | 2:41     |  |
| 12.                              | «La Tortura» (Shaketon remix) (con Alejandro Sanz) | Shakira                 | Shakira, Ochoa               | Shakira, Méndez, Torres             | 3:12     |  |

| Disco dos: Oral Fixation, vol. 2 |                                             |                      |                                                      |          |  |
| N.º                              | Título                                      | Escritor(es)         | Productor(es)                                        | Duración |  |
| 1.                               | «How Do You Do»                             | Shakira              | Shakira, Graham Edwards, Lauren Christy, Scott Spock | 3:46     |  |
| 2.                               | «Illegal» (con Carlos Santana)              | Shakira              | Shakira, Mendez                                      | 3:54     |  |
| 3.                               | «Hips Don't Lie» (con Wyclef Jean)          | Shakira, Wyclef Jean | Shakira, Jean, Jerry "Wonder" Duplessis              | 3:40     |  |
| 4.                               | «Animal City»                               | Shakira              | Shakira, Ochoa                                       | 3:17     |  |
| 5.                               | «Don't Bother»                              | Shakira              | Shakira, Edwards, Christy, Spock                     | 4:18     |  |
| 6.                               | «The Day and the Time» (con Gustavo Cerati) | Shakira, Aznar       | Shakira, Cerati                                      | 4:23     |  |
| 7.                               | «Dreams for Plans»                          | Shakira              | Shakira, Mendez, Brendan Buckley                     | 4:04     |  |
| 8.                               | «Hey You»                                   | Shakira              | Shakira, Mitchell                                    | 3:51     |  |
| 9.                               | «Your Embrace»                              | Shakira              | Shakira, Mendez                                      | 3:34     |  |
| 10.                              | «Costume Makes the Clown»                   | Shakira              | Shakira, Mendez, Buckley                             | 3:13     |  |
| 11.                              | «Something»                                 | Shakira              | Shakira, Ochoa                                       | 4:24     |  |
| 12.                              | «Timor»                                     | Shakira              | Shakira, Mendez                                      | 3:32     |  |
| 13.                              | «La Tortura» (con Alejandro Sanz)           | Shakira              | Shakira, Mendez, José "Gocho" Torres                 | 3:37     |  |
| 50:01                            |                                             |                      |                                                      |          |  |

| Tema Extra |                                             |              |          |  |
| N.º        | Título                                      | Escritor(es) | Duración |  |
| 14.        | «Las caderas no mienten» (con Wyclef Jean)) | Shakira      | 3:37     |  |

| Disco 3: DVD |                                                             |          |  |
| N.º          | Título                                                      | Duración |  |
| 1.           | «La Tortura (Video)» (con Alejandro Sanz)                   |          |  |
| 2.           | «Don't Bother» (Video)                                      |          |  |
| 3.           | «No» (Video)                                                |          |  |
| 4.           | «Hips Don't Lie» (Vídeo(con Wyclef Jean))                   |          |  |
| 5.           | «Día De Enero» (Video)                                      |          |  |
| 6.           | «Hey You» (Actuación en MTV 5 Star)                         |          |  |
| 7.           | «Illegal» (Actuación en MTV 5 Star (con Carlos Santana))    |          |  |
| 8.           | «La Tortura» (Actuación en MTV 5 Star (con Alejandro Sanz)) |          |  |

## Nota
1. 1 2 3 4 5 6 7 8 9 10 11 12 13 14   indica co-productor de la canción.
2. 1 2   indica productor adicional de la canción.

- Nota: los cortes 6, 7 y 8 del DVD fueron grabados en vivo en un especial para la MTV en el Hackney Empire de Londres.

- Datos: Q3278323